# راسيل فيرفاكس
راسيل فيرفاكس (بالإنجليزية: Russell Fairfax)‏ هو لاعب اتحاد الرغبي أسترالي، ولد في 29 مارس 1952 في سيدني في أستراليا.

## وصلات خارجية
- راسيل فيرفاكس عل موقع إسبنسكروم (الإنجليزية)